# Néjib Ayed
Pour les articles homonymes, voir Ayed.
Néjib Ayed (arabe : نجيب عياد), né le 13 décembre 1953 à Ksar Hellal et mort le 16 août 2019, est un producteur tunisien.
Il est le directeur exécutif des Journées cinématographiques de Carthage en 2017 et 2018.

## Biographie
Titulaire d'une maîtrise de littérature française, Néjib Ayed travaille comme critique de cinéma pour Le Temps (1975-1977) et responsable de la rubrique culture pour Réalités (1978-1980). Entre 1973 et 1979, il est secrétaire général puis président de la Fédération tunisienne des ciné-clubs puis, de 1980 à 1988, directeur de la Société anonyme tunisienne de production et d'expansion cinématographique chargé des productions puis de la promotion internationale, contribuant ainsi à la production de plusieurs films tunisiens.
En 1991, il prend la tête du Festival international du film pour l'enfance et la jeunesse de Sousse. En 1999, il fonde sa propre agence de production, Rives productions, qui produit plusieurs films à l'instar de L'Odyssée réalisé par Brahim Babaï en 2003 ou Les Anges de Satan réalisé par Ahmed Boulane en 2007.
En 2017, il devient directeur exécutif des Journées cinématographiques de Carthage en remplacement d'Ibrahim Letaïef.

## Filmographie
- 1982 : L'Ombre de la terre de Taïeb Louhichi
- 1982 : Traversées de Mahmoud Ben Mahmoud
- 1988 : La Trace (en) de Néjia Ben Mabrouk
- 2012 : Les Souliers de l'Aïd de Chema Ben Châabène
- 2013 : War Reporter de Mohamed Amine Boukhris

## Distinctions
- Commandeur (2016)[5] puis grand officier (2019)[6],[7] de l'Ordre national du Mérite (Tunisie).
- Tanit d'or des Journées cinématographiques de Carthage (2019)[8].

## Hommages
Le comité d’organisation des Journées cinématographiques de Carthage lui rend hommage en dédiant sa trentième session à sa mémoire.